# اچ‌ام‌اس مارتین (جی۴۴)
اچ‌ام‌اس مارتین (جی۴۴) (به انگلیسی: HMS Martin (G44)) یک زیردریایی بود که طول آن ۳۶۲ فوت (۱۱۰ متر) بود. این زیردریایی در سال ۱۹۳۹ ساخته شد.